# Igreja de Santa Maria da Alcáçova (Santarém)
A Igreja de Santa Maria da Alcáçova situa-se no centro histórico de Santarém, junto das Portas do Sol.
O templo, que chegou a acolher uma colegiada, é um dos mais antigos da cidade, tendo sido fundado pelos cavaleiros templários logo após a conquista aos mouros.
A Igreja de Santa Maria da Alcáçova e a construção conventual anexa estão classificadas como Imóvel de Interesse Público desde 1984.

## História
A igreja-colegiada de Santa Maria da Alcáçova foi fundada nos primeiros anos da segunda metade do século XII, após a conquista de Santarém pelas tropas de D. Afonso Henriques. A sua construção teve a iniciativa dos cavaleiros da Ordem do Templo, sob orientação de D. Frei Pedro Arnaldo, cavaleiro templário e comendador de Santarém, e a mando de D. Hugo Martins, mestre da ordem. Mais tarde, a posse da igreja passaria para os cónegos regrantes de Santo Agostinho.
Alguns autores afirmam que a igreja teria sido erguida no local de um primitivo templo romano, tese que é sustentada pela descoberta de algumas pedras gravadas no adro. Certo é que esta igreja foi uma das mais importantes da vila medieval, tendo aqui sido sediada a primeira freguesia cristã após a conquista. Em 1280, foi aqui instituída a Real Colegiada de Santa Maria da Alcáçova, que chegou a deter a posse das igrejas paroquiais de Santa Cruz, de Santa Iria e de São João do Alfange. Durante a época medieval, o templo servia de capela ao Paço Real de Santarém, com o qual comunicava directamente.
Entre os séculos XVI e XVIII, a igreja sofreu diversas campanhas de obras, que acabaram por lhe ocultar as características arquitectónicas primitivas. No essencial, o aspecto actual do templo é fruto das intervenções seiscentistas e setecentistas, sobretudo da reconstrução promovida por D. Rodrigo Teles de Menezes, Conde de Unhão, levada a cabo entre 1715 e 1724.

## Arquitetura e Arte
A igreja tem uma forma em cruz latina, com transepto e cabeceira de três capelas. As diversas reconstruções conferiram-lhe um forte cunho maneirista e neoclássico, obliterando completamente a primitiva feição gótica, da qual restam vestígios apenas nas lápides e nalguns túmulos.
Anexos ao edifício do templo, encontram-se um claustro e outras antigas dependências conventuais. A frontaria é precedida por um alpendre do tipo rural e encimada pela torre sineira. No muro exterior, evidencia-se uma arca tumular simplificada, onde corre um friso com inscrições góticas alusivas a Simão Rodrigues. Uma tradição popular sustenta que este túmulo acolhe os corpos de um cristão e da sua apaixonada moura.
O interior da igreja, reformado em 1724, é de três naves, com colunas toscanas e arcos de volta redonda, sendo a cobertura de madeira, com caixotões apainelados. Numa edícula do lado do evangelho encontra-se uma arca sepulcral, que se supõe conter os restos mortais do infante Rodrigo Afonso, filho bastardo de D. Afonso III, que faleceu em 1302.
No altar-mor, modificado pela reforma setecentista, existe uma tela datada dos inícios do século XIX, muito danificada, que representa A Adoração do Menino-Deus. Esta tela é atribuída a Cirilo Wolkmar Machado, que entre 1818 e 1820 trabalhou para a Colegiada. Na capela baptismal, que se abre do lado do evangelho, encontra-se outra tela, O Baptismo de Cristo, assinada por M. R. da Costa. Os altares laterais das naves possuem retábulos de pedraria maneirista, com colunas estriadas da ordem jónica.